# Holzwickeder SC
Der Holzwickeder SC (offiziell: Holzwickeder Sport Club e. V.) ist ein Sportverein aus Holzwickede im Kreis Unna. Der Verein entstand am 1. Juli 2015 durch die Fusion des SV Holzwickede mit der SG Holzwickede. Die erste Fußballmannschaft der Männer spielte von 2018 bis 2022 in der fünftklassigen Oberliga Westfalen. Heimspielstätte ist das Montanhydraulik-Stadion. Neben Fußball bietet der Verein noch Gesundheitssport und Radsport an.

## Geschichte

### Stammverein SV Holzwickede
Der SV Holzwickede entstand am 9. Juni 1955, als der im Jahre 1912 gegründete Spielverein Holzwickede mit dem 1929 gegründeten TuS Blau-Weiß Holzwickede fusionierte. Die erfolgreichste Ära des SV Holzwickede brach in den 1970er Jahren an, als mit Dieter „Hoppi“ Kurrat ein ehemaliger Bundesligaspieler von Borussia Dortmund zum SVH wechselte. 1973 stieg die Mannschaft in die Verbandsliga auf, die seinerzeit die höchste westfälische Amateurliga bildete. Drei Jahre später verlor Holzwickede die Endspiele um die Westfalenmeisterschaft gegen den SC Herford mit 1:3 und 1:2. Damit qualifizierte sich die Mannschaft für die Deutsche Amateurmeisterschaft und gewann das Endspiel gegen den VfR OLI Bürstadt mit 1:0. Zwei Jahre später qualifizierte sich die Mannschaft für die neu geschaffene Oberliga Westfalen, der sie bis 1982 und von 1993 bis 1997 angehörte.

### Stammverein SG Holzwickede
Die SG Holzwickede entstand im Jahre 1975 durch die Fusion des im Jahre 1920 gegründeten DJK Spielverein Westfalia Holzwickede mit dem im Jahre 1938 gegründeten SV Opherdicke. Im Jahre 2007 kam die Fußballabteilung des Baseballvereins Holzwickede Joboxers dazu. Anfangs war die SG Holzwickede ein reiner Fußballverein, gründete aber später Abteilungen für Gymnastik und Radsport. Heimat der SG Holzwickede war die Sportanlage Haarstrang.

### Nach der Fusion
Mit Wirkung vom 1. Juli 2015 fusionierten beide Vereine zum Holzwickeder SC. Dieser übernahm zur Saison 2015/16 den Platz des SV Holzwickede in der Westfalenliga 2. Die Saison 2016/17 schloss die Mannschaft als Vizemeister hinter Westfalia Herne ab. Ein Jahr später sicherte sich der HSC am viertletzten Spieltag die Meisterschaft und den Aufstieg in die Oberliga Westfalen. Holzwickede gewann mit 1:0 bei der SpVg Olpe und profitierte von der 1:2-Niederlage von Verfolger SpVgg Erkenschwick bei Westfalia Wickede. Im Jahre 2022 stieg der HSC wieder aus der Oberliga ab und wurde zwei Jahre später Vizemeister der Westfalenliga 2 hinter Concordia Wiemelhausen.

## Erfolge
- Meister der Westfalenliga 2: 2018

## Stadion
Der Holzwickeder SC trägt seine Heimspiele im Montanhydraulik-Stadion aus. Das Stadion hieß ursprünglich Emscherstadion und trägt seit 2007 seinen heutigen Namen, als die Montanhydraulik GmbH die Namensrechte erwarb. Das Stadion bietet Platz für 5000 Zuschauer. Auf der Haupttribüne befinden sich 800 überdachte Sitzplätze. Vor der Fusion spielte der SV Holzwickede im Stadion. Auch Borussia Dortmund nutzte das Stadion für Spiele seiner zweiten Mannschaft bzw. der Jugend in der UEFA Youth League. Am 25. März 1999 spielte die deutsche Frauennationalmannschaft gegen China in Holzwickede und verlor 0:3.

## Persönlichkeiten
- Marcel Reichwein